# Jonas Avyžius

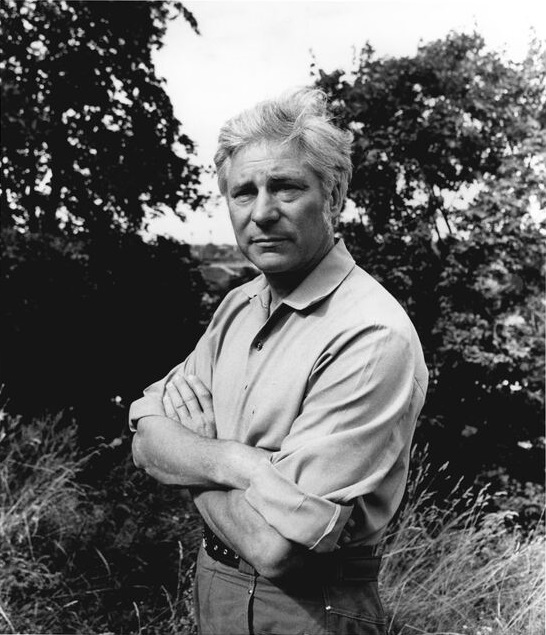
Jonas Avyžius, 1973

Jonas Avyžius (* 16. Mai 1922 in Medginai, Rajongemeinde Joniškis; † 7. Juli 1999 in Vilnius) war ein litauischer Politiker und Schriftsteller.

## Leben
Ab 1936 lernte er am Gymnasium Joniškis. Nach 6 Klassen arbeitete er im Dorf bei Eltern und lernte im privaten „Kalbaneum“-Institut. Von 1940 bis 1941 war er Korrespondent in Šiauliai, 1941 in Kaunas der Zeitung „Valstiečių laikraštis“. Ab 1944 nahm er am Zweiten Weltkrieg in Lettland teil. 1945 wurde er  demobilisiert. 1945–1946 arbeitete er bei Radijo komitetas (LRT) als Redakteur, danach im Jugend-Magazin „Jaunimo gretos“, 1946–1947 in der Tageszeitung „Tiesa“. Ab 1948 war er Schriftsteller.
Ab 1962 war er Mitglied der KPdSU. Von 1996 bis 1999 war er Mitglied im Seimas. 1996 leitete er als Altersvorsitzender die erste Seimas-Sitzung.
1997 wurde er mit dem Gediminas-Orden (Karininko kryžius) ausgezeichnet.

## Werk
Avyžius verfasste Romane und Kinderbücher. In deutscher Sprache sind die beiden Romane Zeit der verödeten Höfe (Verlag Volk und Welt 1974, übersetzt von Irene Brewing) sowie Die Farben des Chamäleons (Verlag Volk und Welt 1984, übersetzt von Ingeborg Schröder) erschienen.